# Rutger Bennet (hovrättsråd)
Rutger Fredrik Bennet, född den 17 augusti 1873 i Stockholm, död där den 21 januari 1922, var en svensk friherre och jurist. Han var son till Rutger Bennet.
Bennet avlade mogenhetsexamen i Ystad 1893 och blev samma år  student vid Lunds universitet, där han avlade juris utriusque kandidatexamen 1900. Efter tjänstgöring som tillförordnad domhavande under Svea hovrätt i sammanlagt åtta månader tjänstgjorde han vid protokollet i nämnda hovrätt samt som notarie i fem år, som advokatfiskal i sju månader och som adjungerad ledamot i två och ett halvt år. Bennet var under tre och ett halvt år tillförordnad revisionssekreterare och utnämndes 1915 till hovrättsråd i Svea hovrätt. Han blev riddare av Nordstjärneorden 1920. Bennet vilar på Norra begravningsplatsen utanför Stockholm.